# Discografia dei Versailles
Questa è la discografia di Versailles un gruppo musicale visual kei giapponese, di genere Symphonic metal e Power metal. Versailles da quando hanno debuttato col singolo "The Revenant Choir" hanno registrato tre album in studio, Noble e Jubilee e Holy Grail, hanno partecipato in quattro compilazioni e ha girato nove video musicali.

## Album in studio
| Anno | Album | Posizioni massime                | Posizioni massime                |
| Anno | Album | Oricon Style Albums Weekly Chart | Oricon Style Albums Weekly Chart |
| Anno | Album | Indie                            | Normal                           |
| ---- | --- | -------------------------------- | -------------------------------- |
| 2008 | Noble -Vampire's Chronicles- - Pubblicato: 16 luglio 2008 - Etichetta: Sherow Artist Society - Formato: CD and download digitale | 4                                | 42                               |
| 2010 | Jubilee -Method of Inheritance- - Pubblicato: 20 gennaio 2010 - Etichetta: Warner Music Japan - Formato: CD                      | -                                | 16                               |
| 2011 | Holy Grail - Pubblicato: 15 giugno 2011 - Etichetta: Warner Music Japan - Formato: CD                                            | -                                | 12                               |
| 2012 | Versailles - Pubblicato: 26 settembre 2012 - Etichetta: Warner Music Japan - Formato: CD ; CD+DVD                                | -                                |                                  |

## Album dal vivo
| Anno | Album | Posizioni massime                | Posizioni massime                |
| Anno | Album | Oricon Style Albums Weekly Chart | Oricon Style Albums Weekly Chart |
| Anno | Album | Indie                            | Normal                           |
| ---- | --- | -------------------------------- | -------------------------------- |
| 2010 | Lyrical Sympathy -Live- - Pubblicato: 1º settembre 2010 - Etichetta: Sherow Artist Society - Formato: CD | 14                               | 123                              |
| 2010 | Noble -Live- - Pubblicato: 1º settembre 2010 - Etichetta: Sherow Artist Society - Formato: CD            | 17                               | 130                              |

## Raccolte
| Anno | Canzone                          | Album                            |
| ---- | -------------------------------- | -------------------------------- |
| 2007 | "The Love From a Dead Orchestra" | Tokyo Rock City                  |
| 2007 | "The Red Carpet Day"             | Cupia Vol.1                      |
| 2008 | "Sforzando"                      | CROSS GATE 2008 -Chaotic Sorrow- |
| 2008 | "Prince"                         | The Art of Propaganda            |

## EP
| Anno | EP                                                                                              | Posizione massima                | Posizione massima                |
| Anno | EP                                                                                              | Oricon Style Albums Weekly Chart | Oricon Style Albums Weekly Chart |
| Anno | EP                                                                                              | Indie                            | Normal                           |
| ---- | ----------------------------------------------------------------------------------------------- | -------------------------------- | -------------------------------- |
| 2007 | Lyrical Sympathy - Pubblicato: 31 ottobre 2007 - Etichetta: Sherow Artist Society - Formato: CD | 4                                | 76                               |

## Singoli
| Anno                 | Singoli                        | Posizione massima                 | Posizione massima                 | Album                           |
| Anno                 | Singoli                        | Oricon Style Singles Weekly Chart | Oricon Style Singles Weekly Chart | Album                           |
| Anno                 | Singoli                        | Indie                             | Normal                            | Album                           |
| -------------------- | ------------------------------ | --------------------------------- | --------------------------------- | ------------------------------- |
| 2007                 | "The Revenant Choir"           | —                                 | —                                 | Noble -Vampire's Chronicles-    |
| 2008                 | "A Noble Was Born In Chaos"    | —                                 | —                                 | Noble -Vampire's Chronicles-    |
| 2008                 | "Prince & Princess"            | 1                                 | 16                                | Jubilee -Method of Inheritance- |
| 2009                 | "Ascendead Master"             | -                                 | 8                                 | Jubilee -Method of Inheritance- |
| 2010                 | "Destiny -The Lovers-"         | -                                 | 17                                | Holy Grail                      |
| 2011                 | "Philia"                       | -                                 | 15                                | Holy Grail                      |
| 2012                 | "「Rhapsody of the Darkness」" | —                                 | —                                 | Versailles                      |
| 2012                 | "ROSE"                         | —                                 | —                                 | Versailles                      |
| Singoli promozionali |                                |                                   |                                   |                                 |
| 2008                 | "Prince"                       | —                                 | —                                 | Noble -Vampire's Chronicles-    |

## Video musicali
| Anno | Titolo                  |
| ---- | ----------------------- |
| 2007 | "The Revenant Choir"    |
| 2007 | "Shout & Bites"         |
| 2008 | "Aristocrat's Symphony" |
| 2009 | "Ascendead Master"      |
| 2010 | "Serenade"              |
| 2010 | "Destiny -The Lovers-"  |
| 2011 | "Philia"                |
| 2011 | "Masquerade"            |
| 2011 | "Vampire"               |